# Philippe Ier de Hesse
Philippe Ier, dit « le Magnanime » (der Großmütige), est né le 13 novembre 1504 à Marbourg et mort le 31 mars 1567 à Cassel. Landgrave de Hesse de 1518 à sa mort, il est l’un des principaux chefs protestants de la ligue de Smalkalde.

## Biographie

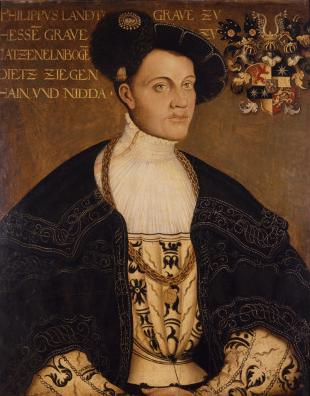
Philippe Ier de Hesse.

Fils de Guillaume II de Hesse et d’Anne de Mecklembourg-Schwerin. Il est décrit par ses contemporains comme un homme doué et doté d’une grande intelligence, mais d’une nature hautaine et égoïste.
Il est l’un des acteurs majeurs de la Réforme et un artisan actif de la Renaissance en Allemagne.
Il succède à son père en 1509 : n’étant âgé que de cinq ans, sa mère assure la régence et il est proclamé majeur à 14 ans. Son éducation est encore imparfaite, sa formation morale et religieuse a été négligée. Malgré cela, il se révèle rapidement un véritable homme d’État : il commence à prendre certaines mesures afin d’augmenter son autorité.
Sa première rencontre avec Martin Luther a lieu en 1521. D'emblée, le landgrave adolescent tombe sous le charme du réformateur, malgré son peu d’intérêt pour les questions religieuses. En 1524, il se convertit au protestantisme après une rencontre avec le théologien et professeur Philippe Melanchthon.
Le 15 mai 1525, il remporte la bataille de Frankenhausen sur Thomas Münzer et il réprime les anabaptistes en 1525. Il refuse d’adhérer à la ligue anti-luthérienne de Georges de Saxe (1525). À Gotha, il signe un pacte d’alliance avec l’électeur Jean Ier de Saxe (1468-1532), l'engageant à protéger tous les princes protestants. Joignant la politique à la religion dès 1526, il empêche l’élection en tant qu'empereur romain germanique de l’archiduc Ferdinand de Habsbourg (futur Ferdinand Ier du Saint-Empire). À la diète de Spire en 1526, Philippe Ier de Hesse soutient ouvertement la cause des protestants et leurs prédications.
Philippe Ier de Hesse détermine l’organisation de l’Église luthérienne selon des principes nouveaux. En cela, il est aidé par son chancelier Feige de Lichtenau et son aumônier Adam Krafft, mais également par l’ex-franciscain François Lambert d’Avignon. Du 20 au 22 octobre 1526, il organise un synode à Homberg qui réunit le clergé, la noblesse et les représentants de la ville. Ce synode s'organise en parallèle de la Diète de Spire d'août 1526 qui offrait une liberté plus importante à chaque autorité souveraine. S'opposent alors Lambert et Krafft contre le franciscain Nicolas Ferber. La défaite du franciscain est suivie de la promulgation d'un texte résumant les grands principes de la Reformatio ecclesiarum Hassiae. Il crée la première université protestante en 1527 à Marbourg, cette université étant destinée à l’enseignement de la théologie protestante.
Les menées des évêques de Wurtzbourg et des archevêques-électeurs de Mayence contre les progrès de la Réforme, la combinaison de plusieurs circonstances, y compris les rumeurs de guerre, ont convaincu Philippe Ier de Hesse de l’existence d’une ligue secrète parmi les princes catholiques. Il est conforté dans ses soupçons par un aventurier employé dans diverses missions importantes par Georges de Saxe : ce conspirateur allemand se nomme Otto von Parck. Martin Luther et le chancelier poussent Philippe Ier de Hesse à passer à l’action.

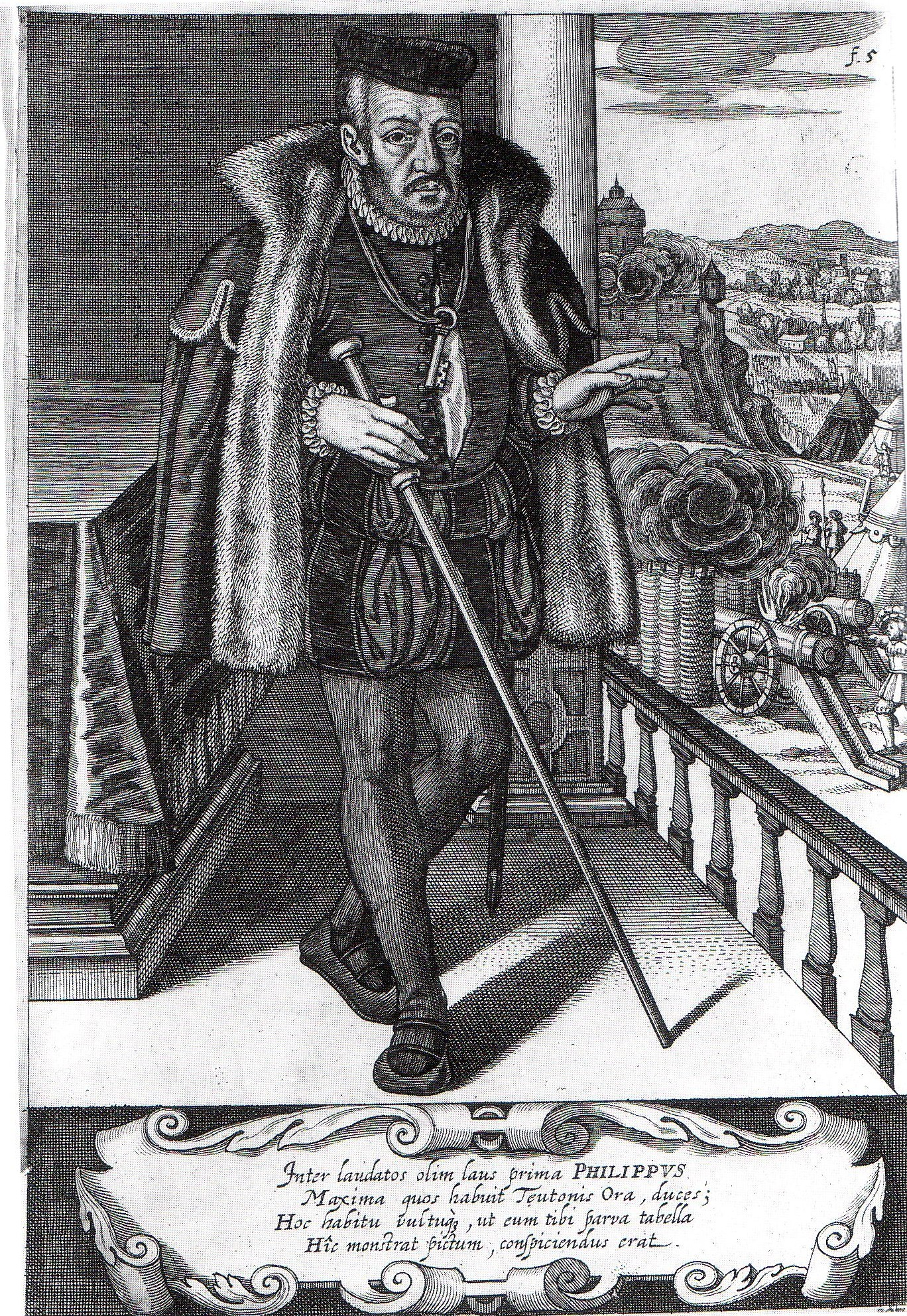
Philippe Ier de Hesse, gravure de Merian.

L’autorité impériale réunie à Spire interdit toute infraction à la paix et, après de longues négociations, Philippe Ier de Hesse réussit à extorquer des fonds couvrant les dépenses pour l’armement des diocèses de Wurtzbourg, de Bamberg et de Mayence. Malgré tout, pour Philippe Ier de Hesse, les affaires se présentent mal, au printemps de 1529 lors de la seconde diète de Spire, il est totalement ignoré par l’empereur Charles Quint. Néanmoins il prend une part active dans l’union des représentants protestants, dans la préparation de la protestation présentée à Spire.
Philippe a aussi pour volonté que d'unir les différents courants protestants. Cette vision irénique se traduit par le colloque de Marbourg, en octobre 1529, qui réunit les principales figures du protestantisme. Mais ce dernier s'avère infructueux.
Avant de quitter la ville de Spire, Philippe Ier de Hesse réussit le 22 avril 1529 à trouver un arrangement secret entre la Saxe, la Hesse, Nuremberg, Strasbourg et Ulm.
Philippe Ier de Hesse fait venir dans le landgraviat de Hesse le chef de la Réforme suisse Ulrich Zwingli.
Il signe en 1530 la confession d’Augsbourg : il est depuis aussi un des chefs de la ligue des princes protestants de Smalkalde. En 1531, il chasse le prédicateur catholique Georg Witzel du Landgraviat de Hesse pour ses agissements à l'encontre du mouvement luthérien.
En 1534, il combat au côté d'Ulrich VI de Wurtemberg qui a été dépossédé de son duché par la Ligue de Souabe en 1519. Ce dernier introduit alors la Réforme au Wurtemberg avec l'aide d'Ambrosius Blarer, Johannes Brenz et Erhard Schnepf. Ils tentent d'abord de faire une synthèse entre le luthéranisme et la doctrine de Zwingli, avant de passer complètement au luthéranisme après 1538.
En 1535, il participe à la vindicte contre la ville rebelle de Münster. Celle-ci, à l'origine ville épiscopale, est tombée entre les mains de fervents anabaptistes qui voient entre ses murs la nouvelle Jérusalem. La ville est administrée par Jean de Leyde, un théologien tyrannique et sanguinaire. Une armée composée de catholiques et de protestants unifiés, dont Philippe, écrasent la rébellion et remettent au pouvoir le prince-évêque de Walden.
En 1542, il se lance dans la conquête du duché de Brunswick-Wolfenbüttel, seul territoire de l’Allemagne du Nord qui n’est pas encore gagné au protestantisme, et qui s'est montré violent avec l'attaque de la ville impériale protestante de Goslar, en 1542. Le duc Henri II de Brunswick-Wolfenbüttel est chassé et fuit en Bavière. Cette victoire sur le duc a d'importantes conséquences, Philippe de Hesse et Jean-Frédéric de Saxe sont alors mis au ban de l'empire, à la suite de la destitution d'Henri II.
S'ensuit alors la guerre de Smalkalde, où s'opposent alors la ligue de Smalkalde à l'empereur Charles Quint et ses soutiens (notamment Maurice de Saxe, de la branche albertine des Wettin).

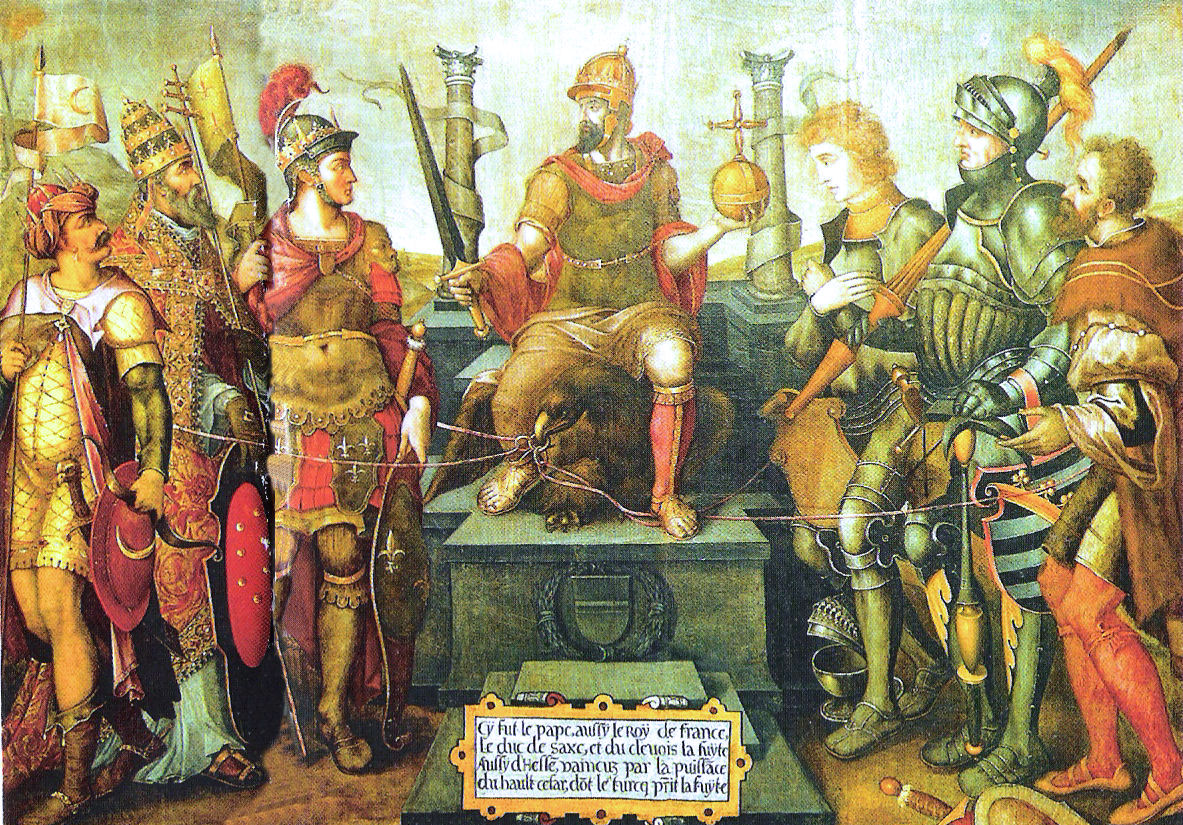
Allégorie montrant Charles V (au centre) intronisé sur ses ennemis vaincus (de gauche à droite) : Soliman le Magnifique, le pape Clément VII, François Ier, Guillaume de Clèves, duc de Clèves, Jean-Frédéric Ier de Saxe, duc de Saxe et le landgrave de Hesse

Philippe est vaincu par Charles Quint à bataille de Muehlberg le 24 avril 1547 et est quatre ans retenu prisonnier par l'empereur. À sa mort, en 1567, le landgraviat de Hesse est partagé entre ses quatre fils :
- la Hesse-Cassel revient à son fils aîné Guillaume IV ;
- la Hesse-Marbourg revient à son second fils Louis IV ;
- la Hesse-Rheinfels revient à son troisième fils Philippe II ;
- la Hesse-Darmstadt revient à son quatrième fils Georges Ier.

## Mariage et descendance
Philippe Ier se marie le 11 décembre 1523 à Dresde avec Christine de Saxe (1505-1549), fille aînée survivante de Georges de Saxe. Dix enfants sont nés de cette union :
1. Agnès de Hesse (31 mai 1527 - 4 novembre 1555), mariée à Marbourg le 9 janvier 1541 à Maurice de Saxe, électeur de Saxe et à Weimar le 26 mai 1555 à Jean-Frédéric II de Saxe.
2. Anne de Hesse (26 octobre 1529 - 10 juillet 1591), mariée le 24 février 1544 à Wolfgang de Bavière, duc palatain de Deux-Ponts.
3. Guillaume IV de Hesse-Cassel (1532-1592), landgrave de Hesse-Cassel, épouse en 1566 Sabine de Wurtemberg (1549-1581).
4. Philippe-Louis (29 juin 1534 - 31 août 1535).
5. Barbara de Hesse (8 avril 1536 - 8 juin 1597), mariée à Reichenweier le 10 septembre 1555 au duc Georges Ier de Wurtemberg et à Cassel, le 11 novembre 1568 à Daniel de Waldeck.
6. Louis IV de Hesse-Marbourg (27 mai 1537 - 9 octobre 1604).
7. Élisabeth de Hesse (13 février 1539 - 14 mars 1582), mariée le 8 juillet 1560 à Louis VI du Palatinat, électeur palatin.
8. Philippe II de Hesse-Rheinfels (22 avril 1541 - 20 novembre 1583).
9. Christine de Hesse (29 juin 1543 - 13 mai 1604), mariée à Gottorp le 17 décembre 1564 à Adolphe de Holstein-Gottorp, duc de Holstein-Gottorp.
10. Georges Ier de Hesse-Darmstadt (1547-1596), landgrave de Hesse-Darmstadt, épouse en 1572 Madeleine de Lippe (1552-1587) puis en 1589 Éléonore de Wurtemberg (de) (1552-1618).

Bien qu'il soit toujours marié à Christine de Saxe, Philippe Ier épouse morganatiquement avec l'accord de Martin Luther Marguerite von der Saale (1522-1566) le 4 mars 1540. Neuf enfants sont nés de cette union :
1. Philippe (1541-1564) ;
2. Hermann (1542-1568) ;
3. Christophe-Ernest (1543-1603) ;
4. Marguerite (1544-1608), épouse en 1567 Hans Bernard d'Eberstein, puis en 1577 Étienne-Henri d'Everstein ;
5. Albert (1546-1569) ;
6. Philippe-Conrad (1547-1569), comte ;
7. Maurice (1553-1575) ;
8. Ernest (1554-1570) ;
9. Anne (1558-1558).